# Agent 077
Agent 077 war eine Filmreihe von Eurospy-Filmen mit Ken Clark als Jack Clifton (im Original Dick Maloy). Das Eurospy-Genre florierte besonders zwischen 1964 und 1967.

## Offizielle Filme
Bei den ersten beiden Filmen führte Sergio Grieco, unter dem Pseudonym Terence Hathaway, Regie. Im dritten Teil übernahm dies Alberto De Martino.
- 1965: Vollmacht für Jack Clifton (Agente 077 dall'oriente con furore)
- 1965: Jack Clifton – Operation Bloody Mary (Agente 077 missione Bloody Mary)
- 1966: Im Netz der goldenen Spinne (Missione speciale Lady Chaplin) mit „Bond-Girl“ Daniela Bianchi

## Sonstige Filme
Ken Clarks Filmrolle als Agent FX 18 wurde ebenfalls in Jack Clifton umbenannt (im Original Coplan) und der Film als Jack Clifton jagt Wostok III betitelt.
1965 spielte Luis Dávila im Film Agent 077 – Heißes Pflaster Tanger die Rolle des Mike Murphy alias Agent S 077. Und in Drei Gräber für Agent 077 hatte Brett Halseys Rolle des Agenten George Farrell die Codenummer 077.